# Крепидот шероховатоспоровый
Крепидо́т (крепидо́тус) шероховатоспо́ровый (лат. Crepidotus subverrucisporus) — вид грибов рода крепидот (Crepidotus).

## Описание
Плодовые тела шляпочные, с боковым прикреплением к субстрату, ножка отсутствует. Обычно появляются сростками.
Шляпка диаметром 0,5—1 см, от выпукло-распростёртая или распростёртая, почковидная, колокольчатая, раковиновидная, лопастная. Край подвёрнутый, рубчатый, лопастный. Поверхность опушённая, белого или кремового цвета.
Пластинки относительно частые, вначале белые, при созревании палёвые, буроватые.
Мякоть белая или кремовая, тонкая, без запаха, со сладковатым вкусом, может быть слабо гигрофанная.
Остатки покрывал отсутствуют.
Споровый порошок желтовато-коричневый. Споры неамилоидные, эллипсоидальные, миндалевидные, слегка несимметричные, размерами 7,5—10×4,5—6 мкм, мелкобородавчатые или гладкие.
Хейлоцистиды гладкие, бутылковидные, ампуловидные или цилиндрические, размерами 20—80×5—12 мкм.
Гифальная система мономитическая, гифы с пряжками, диаметром 2,5—7 мкм. Тип пилеипеллиса — вначале, триходермис, с возрастом переходит в кутис, гифы его имеют крючковидные отростки.
Трама пластинок субрегулярная.
Базидии четырёхспоровые, булавовидные, имеют центральную перетяжку, размерами 20—35×6—8,5 мкм, с пряжкой в основании.

## Близкие виды
Крепидот желтоватый (Crepidotus luteolus) отличается от этого вида более удлинёнными спорами и наличием разветвлённых хейлоцистид.

## Экология
Сапротроф на остатках древесины лиственных пород, вызывает белую гниль. Встречается редко.